# Claudia Pandolfi

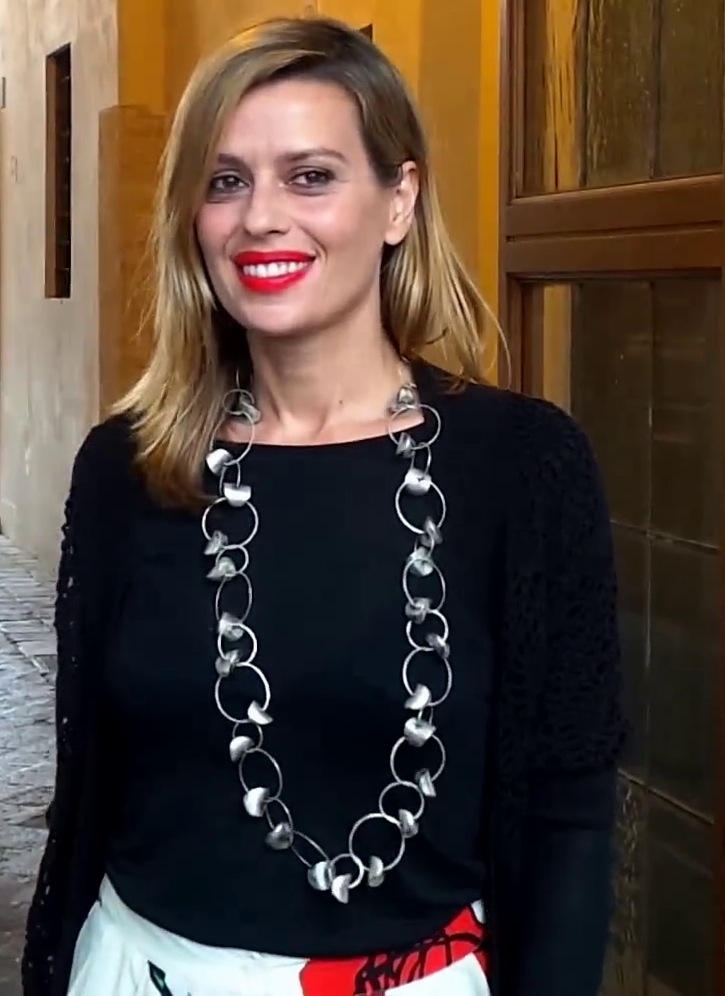
Claudia Pandolfi (Mai 2015)

Claudia Sabina Eleonora Pandolfi (* 17. November 1974 in Rom) ist eine italienische Schauspielerin. Sie wurde bekannt durch die Rolle der Alice Solari in der italienischen Comedy-Serie Un medico in famiglia sowie durch die Rolle der Giulia Corsi in der italienischen Serie Distretto di Polizia.

## Leben und Werk
Durch ihre Teilnahme am Wettbewerb Miss Italien 1991 wurde der Regisseur Michele Placido auf sie aufmerksam. Sie debütierte als Schauspielerin in dessen Film Endstation Mord von 1992. Es folgten Rollen in Die Kinderklinik (1993) und Der Teddybär (1994) mit Alain Delon nach einem Roman von Georges Simenon.
Ab 1995 spielte sie auch am Theater in verschiedenen Stücken, ab 1996 auch in weiteren Fernsehproduktionen. Ab 1997 erlangte sie größere Bekanntheit durch ihre Rolle der Alice Solari in Un medico in famiglia. Im Jahr 1999 heiratete sie den Schauspieler Massimiliano Virgilii, den sie aber bereits nach einem Monat verließ. Ab dem Jahr 2000 spielte sie in der zweiten Staffel von Un medico in famiglia mit. Es folgte eine Rolle als Kommissarin Giulia Corsi in der Serie Distretto di Polizia.
Im Jahr 2006 wurde ihr erster Sohn, Gabriele, geboren, der Vater des Kindes war Roberto Angelini. 2014 folgte eine Beziehung mit dem Produzenten Marco De Angelis, dem Vater ihres 2016 geborenen Sohnes, Tito.

## Filmografie (Auswahl)
- 1992: Endstation Mord (Le amiche del cuore)
- 1993–1994: Die Kinderklinik (Amico mio, Fernsehserie, 8 Folgen)
- 1994: Der Teddybär (L'ours en peluche)
- 1995: Die Falle (Fernsehfilm, L‘ultimo concerto)
- 1995: La Voce del cuore (Miniserie, 4 Folgen)
- 1996: La frontiera
- 1997: Ovosodo
- 1997: Auguri professore
- 1998: Gegen den Wind (Fernsehserie, Folge 4x06)
- 1998–2000: Un medico in famiglia (Fernsehserie, 75 Folgen)
- 1999: Milonga
- 1999: Una farfalla nel cuore
- 2000: Fate un bel sorriso
- 2001: Piccolo mondo antico (Fernsehfilm)
- 2002: High Speed
- 2002–2010: Distretto di polizia (Fernsehserie, 80 Folgen)
- 2004: Lavorare con lentezza
- 2007: Nassiryia – Per non dimenticare (Fernsehfilm)
- 2008: Amore, bugie & calcetto
- 2008: Solo un padre
- 2008–2009: I liceali (Fernsehserie, 10 Folgen)
- 2009: Due partite
- 2009: Cosmonauta
- 2010: La prima cosa bella
- 2010: Figli delle stelle
- 2011: Quando la notte
- 2011: I più grandi di tutti
- 2012: Il tredicesimo apostolo – Il prescelto (Fernsehserie, 12 Folgen)
- 2014: Non avere paura. Un' amicizia con Papa Wojtyla (Fernsehfilm)
- 2014: Il tredicesimo apostolo – La rivelazione (Fernsehserie, 12 Folgen)
- 2015: Uno anzi due
- 2015–2018: È arrivata la felicità (Fernsehserie, 42 Folgen)
- 2016: Romanzo siciliano (Fernsehserie, 8 Folgen)
- 2017: Alice non lo sa
- 2018: La profezia dell'armadillo
- 2019: Giovanna Streng Geheim (Ma cosa ci dice il cervello)
- 2020: È per il tuo bene
- 2020: Gli orologi del diavolo (Fernsehserie, 8 Folgen)
- 2021: Per tutta la vita
- 2021: Masantonio (Fernsehserie, 10 Folgen)
- 2021: Tutta Colpa di Freud (Fernsehserie, 8 Folgen)
- 2021: Mein Bruder, meine Schwester (Mio fratello, mia sorella)[2]
- 2021–2023: Un professore (Fernsehserie, 24 Folgen)
- 2021: Chiamami Ancora Amore (Fernsehminiserie, 5 Folgen)
- 2022: Siccità
- 2022–2024: The Bad Guy (Fernsehserie, 12 Folgen)
- 2023: I peggiori giorni
- 2023: Un'estate fa (Fernsehserie, 8 Folgen)
- 2023: Die Löwen von Sizilien (The Lions of Sicily, Fernsehserie, 4 Folgen)
- 2023: Noi siamo leggenda (Fernsehserie, 12 Folgen)
- 2024: The Boy with Pink Pants (Il ragazzo dai pantaloni rosa)
- 2025: Fuori la verità
- 2025: Follemente